# Kostel svatého Bartoloměje (Rumburk)
Římskokatolický farní kostel svatého Bartoloměje v Rumburku je slohově neurčitá sakrální stavba, která se nachází na Dobrovského náměstí. Od roku 1985 je kostel chráněn jako kulturní památka.

## Historie

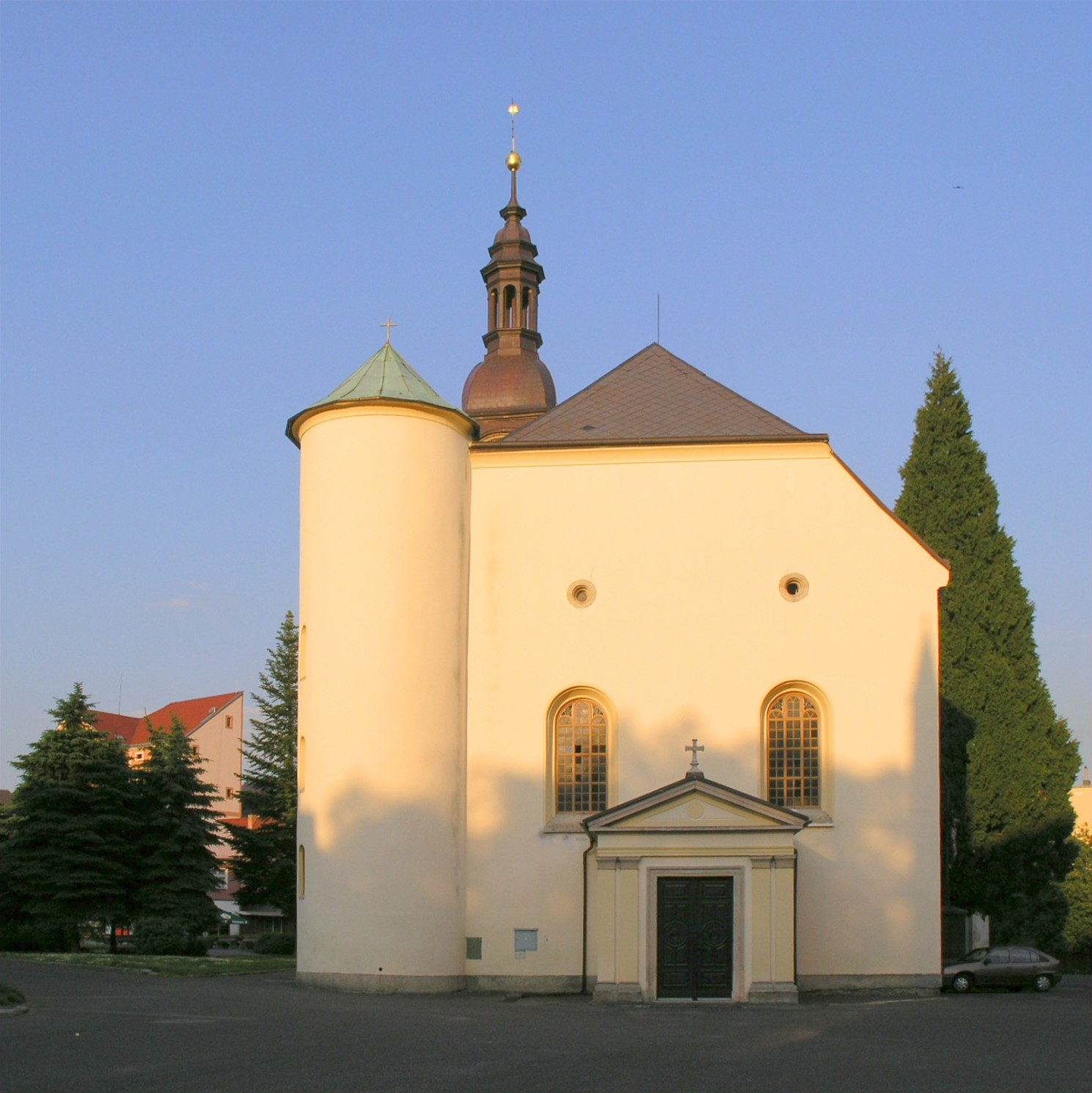
Vstup do rumburského kostela

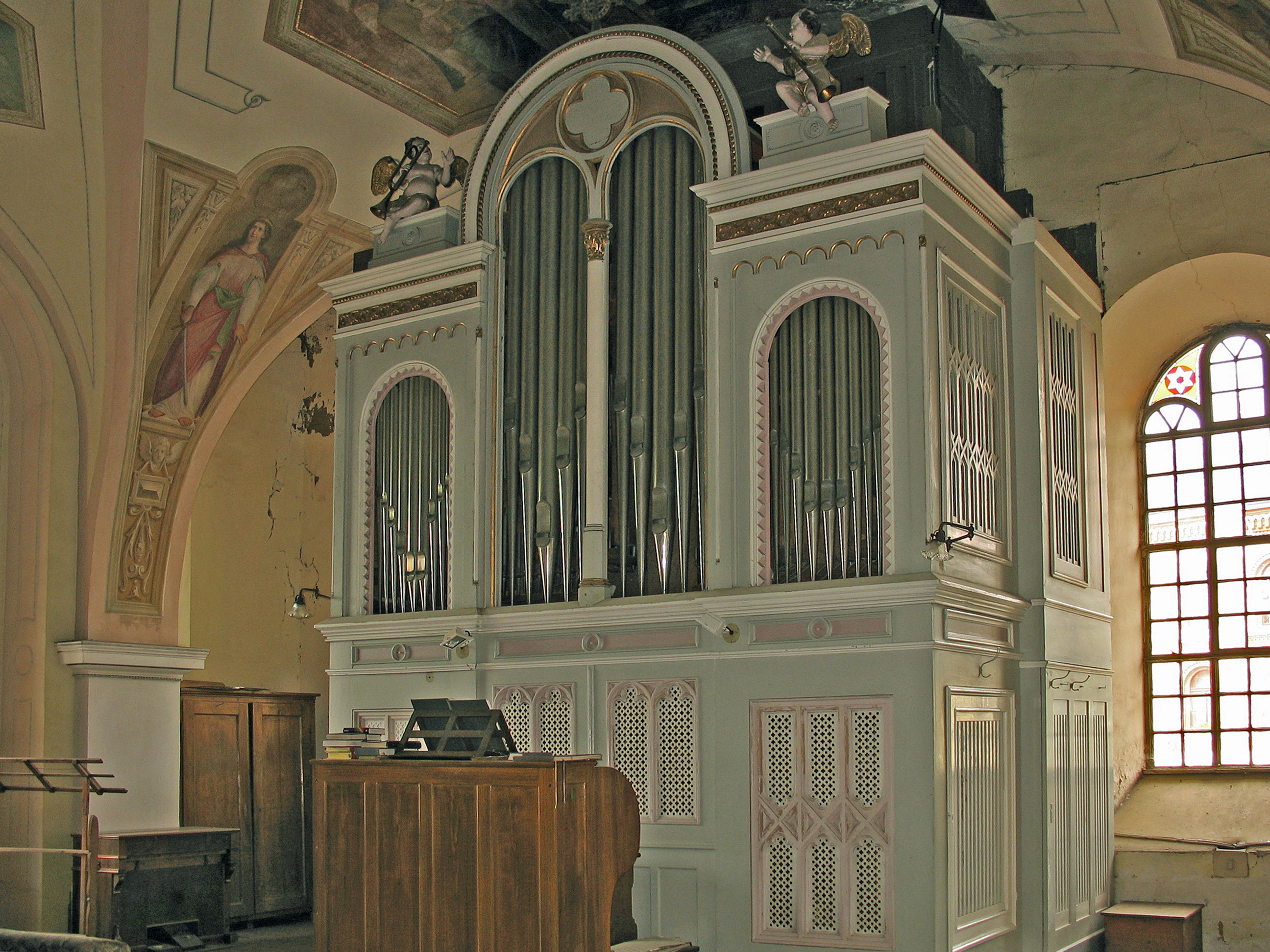
Varhany v rumburském kostele

O existenci kostela v Rumburku svědčí zmínka z roku 1388. Původní stavba byla těžce poškozena za husitských a následných válek v 15. století. Nynější objekt zřejmě částečně využil starší konstrukce, připomíná se roku 1545. V roce 1546 byl kostel vysvěcen. Poměrně neobvyklé uspořádání stavby vedlo k domněnce o tom, že byla původně spojena s obytným objektem, snad panským sídlem.
Kostel poškodila řada požárů. Vyhořel v roce 1614 a v roce 1624. Opraven po požáru byl v roce 1746. Další úprava proběhla v roce 1874. V 1. polovině 17. století byla postavena kaple. Po roce 1945 došlo k celkovému chátrání objektu. Následky tohoto chátrání napravila až generální oprava koncem 20. století.
Duchovní správci kostela jsou uvedeni na stránce: Římskokatolická farnost – děkanství Rumburk.

## Architektura
Kostel je jednolodní, obdélnou stavbou. Má pětiboce uzavřený presbytář. Po jeho severní straně se nachází hranolová věž. Po jižní straně presbytáře se nachází obdélná trojboce ukončená kaple. Zevně je kostel členěn vysokými hrotitými okny a kruhovými okny nad nimi. Na presbytáři se nacházejí opěráky. Boční kaple má oblamované lizény a kruhová okna. Dvoupatrová věž má barokní nástavbu. Slepé okno v závěru presbytáře zdobí rokoková freska zpodobňující Boha Otce a mensy se svatostánkem s monstrancí.
Presbytář, loď i boční kaple jsou sklenuty valenou klenbou s lunetami. V lodi se po severní straně nachází tribuna. V boční kapli je valená klenba spočívající na polosloupech. Mezi polosloupy se nacházejí slepé arkády. Nad kladím jsou pak kruhová okna.

## Zařízení
Zařízení je novorománské pocházející z 19. století. V interiéru je rokokový oltář sv. Jana Nepomuckého z 18. století. Na vnějšku jsou náhrobníky z roku 1681, 1682 a 1695.